# Бой за Теокальтиче (1864)
Бой за Теокальтиче (исп. Teocaltiche) произошёл 29 января 1864 года во время Англо-франко-испанской интервенции в Мексику.
После захвата Гвадалахары командующий французским экспедиционным корпусом генерал Базен приказал генералу Дуэ продолжить операции на севере и для этой цели передал под его командование дивизию Кастаньи. С этими объединенными силами генерал Дуэ должен был захватить важный город Сакатекас, который, как считали французы, защищал генерал Добладо.
Сосредоточив в Лагосе войска своей дивизии, 28 января Дуэ отправил генерала Лерильера с основной частью колонны на Агуаскальентес, а сам утром 28 июня с 18-м батальоном пеших стрелков и тремя эскадронами кавалерии, а также конницей мексиканцев-монархистов, двинулся через Энкарнасьон влево, на Теокальтиче и Ночистлан, где находились республиканские силы, которые могли угрожать его коммуникациям.
В Теокальтиче под командованием Луиса Фелипе Хауреги собрались силы сопротивления численностью в 600 человек пехоты и конный эскадрон копейщиков из Гуанахуато, а также некоторое количество партизан. Главной защитой Теокальтиче был большой редут со рвами и парапетами, построенный на холме, вершина которого находилась в шестистах ярдах от площади и была соединена с городом капониром. Городские улицы были перекрыты баррикадами, опорными пунктами также стали так называемая церковь Сантуарио и городская тюрьма.
Подойдя к городу утром 29 января, кавалерийский авангард французов, после незначительных стычек в предместье с защитниками, захватил большой редут, который возвышался над городом, и окружил Теокальтиче. В четыре часа батальон пеших стрелков прибыл к большому редуту, который так удачно захватила кавалерия, и генерал Дуэ сформировал из него три колонны. В половине пятого был дан сигнал к атаке. Встреченные очень оживленным огнем и гранатами, бросаемыми в них противником, стрелки с первого раза не смогли выйти на главную площадь и только после получения подкрепления приступают к захвату церкви Сантуарио: «стрелки лезут на террасы с лестницами, саперы выламывают двери, враг перебегает с террасы на террасу вплоть до здания тюрьмы». Пятьдесят партизан, укрывшихся в церкви, были убиты, а еще сто взяты в плен.
В результате боя французы, потеряв двух убитых и двенадцать раненых, смогли захватить сто пленных и двести лошадей, 200 единиц огнестрельного оружия, а также нескольких ящиков с боеприпасами. На следующий день три главных партизанских вождя были расстреляны.
1 февраля генерал Дуэ, пройдя маршем десять лиг, прибыл в Агуаскальентес, где уже находился генерал Лерильер с основной частью дивизии. Пробыв сорок восемь часов на привале, он продолжил свой марш на Сакатекас, куда вошел 7 февраля и соединился с дивизией генерала Кастаньи, занявшей город накануне. Противник под командованием генерала Ортеги сжег лафеты своих крупнокалиберных орудий, прежде чем покинуть город.